# Fairhaugh
Fairhaugh var en civil parish 1866–1955 när det uppgick i Alwinton, i grevskapet Northumberland i England. Civil parish var belägen 15 km från Rochester och hade 3 invånare år 1951.